# Dekánští mudžahedíni
Dekánští mudžahedíni (hindsky दक्खिन मुजाहिदीन, urdsky دکن مجاہدین) je údajná teroristická islamistická organizace, která se přihlásila k teroristickým útokům v Bombaji v listopadu 2008.
Existence této organizace doposud nebyla potvrzena. Jméno je odvozeno od Dekánské plošiny a termínu mudžáhid, označujícího v arabštině „bojovníka“.